# Jack MacGowran
John Joseph „Jack“ MacGowran (* 13. Oktober 1918 in Dublin, Irland; † 30. Januar 1973 in New York City) war ein irischer Schauspieler.

## Leben
Jack MacGowran arbeitete zunächst acht Jahre lang als Versicherungsgehilfe, bevor er als Schauspieler zum Abbey Theatre in Dublin wechselte. Dort wurde er zu einem bekannten Darsteller der Stücke von Samuel Beckett und Seán O’Casey. Am Royal Court Theatre in London spielte er in Warten auf Godot und am Aldwych Theatre mit der Royal Shakespeare Company im Stück Endspiel. Anlässlich des 60. Geburtstags von Samuel Beckett wurde die LP MacGowran Speaks Beckett veröffentlicht.
Sein internationales Filmdebüt hatte er 1952 in John Fords Der Sieger an der Seite von John Wayne und Maureen O’Hara. In der Walt-Disney-Produktion Das Geheimnis der verwunschenen Höhle spielte er einen irischen Kobold, Leprechaun genannt, und sprach in dieser Rolle im Film ausschließlich Gälisch. 1965 spielte er in einer Nebenrolle in David Leans oscarprämiertem Historienfilm Doktor Schiwago.
Ebenfalls 1965 begann Jack MacGowran die Zusammenarbeit mit dem Regisseur Roman Polański: In dem von Becketts Werken inspirierten Film Wenn Katelbach kommt  (Cul de sac) spielte er den verwundeten Gangster Albie. Seine bekannteste Rolle spielte er zwei Jahre später als Professor Abronsius in Polańskis Kulthorrorkomödie Tanz der Vampire. Eine ähnlich skurrile Hauptrolle spielte er im darauf folgenden Jahr in dem experimentellen Film Wonderwall/Welt voller Wunder.
MacGowrans letzter Film war der Schocker Der Exorzist von William Friedkin. Kurz nach Beendigung der Dreharbeiten starb Jack MacGowran an einer Lungenentzündung. Von 1963 bis zu seinem Tod war er mit Aileen Gloria Nugent verheiratet. Ihre gemeinsame Tochter Tara MacGowran (* 1964) ist Schauspielerin.

## Filmografie (Auswahl)
- 1952: Der Sieger (The Quiet Man) – Regie: John Ford
- 1952: Die Bombe im U-Bahnschacht (The Gentle Gunman) – Regie: Basil Dearden
- 1958: Das Ungeheuer von Loch Ness (The Giant Behemoth) – Regie: Eugène Lourié, Douglas Hickox
- 1959: Das Geheimnis der verwunschenen Höhle (Darby O’Gill and the Little People) – Regie: Robert Stevenson
- 1959: Die tödliche Falle (Blind Date) – Regie: Joseph Losey
- 1962: Hundert Stunden Angst (Mix Me a Person) – Regie: Leslie Norman
- 1962: Ein Toter sucht seinen Mörder (The Brain) – Regie: Robert Stewart
- 1962: Die Bande des Captain Clegg (Captain Clegg) – Regie: Peter Graham Scott
- 1964: Cassidy, der Rebell (Young Cassidy) – Regie: Jack Cardiff, John Ford
- 1965: Lord Jim – Regie: Richard Brooks
- 1965: Doktor Schiwago (Doctor Zhivago) – Regie: David Lean
- 1966: Wenn Katelbach kommt… (Cul-de-sac) – Regie: Roman Polański
- 1966: Wie ich den Krieg gewann (How I Won the War) – Regie: Richard Lester
- 1967: Tanz der Vampire (The Fearless Vampire Killers) – Regie: Roman Polański
- 1967: Mit Schirm, Charme und Melone (The Avengers) (Fernsehserie, 1 Folge)
- 1968: Das Mädchen vom Korallenriff (Age of Consent) – Regie: Michael Powell
- 1969: Wonderwall – Regie: Joe Massot
- 1969: A Day at the Beach – Regie: Simon Hesera
- 1970: Randall & Hopkirk – Detektei mit Geist (Randall & Hopkirk (Deceased)) (Fernsehserie, 1 Folge)
- 1973: Der Exorzist (The Exorcist) – Regie: William Friedkin

## Nachweise
1. ↑  Lawrence van Gelder: Jack MacGowran, Interpreter Of Beckett and O'Casey, Dead. In: The New York Times vom 31. Januar 1973, abgerufen am 19. März 2018

| Personendaten    | Personendaten          |
| ---------------- | ---------------------- |
| NAME             | MacGowran, Jack        |
| ALTERNATIVNAMEN  | MacGowran, John Joseph |
| KURZBESCHREIBUNG | irischer Schauspieler  |
| GEBURTSDATUM     | 13. Oktober 1918       |
| GEBURTSORT       | Dublin                 |
| STERBEDATUM      | 30. Januar 1973        |
| STERBEORT        | New York City          |